# Pipipop
Pipipop és un peça de roba femenina, feta de cotó i silicona, que permet a les dones orinar dempeus i sense haver-se de treure la roba. Va ser inventat per la catalana Carolina Cochs (Reus) per a poder practicar alpinisme amb la mateixa facilitat que els homes.